# NGC 1199
NGC 1199 ist eine Elliptische Galaxie vom Hubble-Typ E3 im Sternbild Eridanus am Südsternhimmel. Sie ist schätzungsweise 113 Millionen Lichtjahre von der Milchstraße entfernt und hat einen Durchmesser von etwa 75.000 Lichtjahren. Gemeinsam mit NGC 1189 bildet sie gravitativ gebundenes Galaxienpaar.

Gemeinsam mit NGC 1189, NGC 1190, NGC 1191, NGC 1192 bildet sie die Hickson Kompakt Gruppe HCG 22.
Das Objekt wurde am 30. Dezember 1785 von William Herschel entdeckt.

## NGC 1199 (LGG 81)
| Galaxie   | Alternativname  | Entfernung / Mio. Lj |
| --------- | --------------- | -------------------- |
| NGC 1199  | PGC 11527       | 113                  |
| NGC 1189  | PGC 11503       | 111                  |
| NGC 1209  | PGC 11638       | 110                  |
| NGC 1114  | PGC 10669       | 153                  |
| IC 276    | PGC 11264       | 129                  |
| PGC 10994 | MCG MCG -3-8-45 | 134                  |